# Carnival Vol. II: Memoirs of an Immigrant
Carnival Vol. II: Memoirs of an Immigrant é o 6.º álbum de estúdio do cantor haitiano Wyclef Jean, lançado em 23 de novembro de 2007. O álbum é continuação de seu primeiro solo, The Carnival e, conta com a participação de vários artistas, entre eles a canto]a baiana Daniela Mercury, Norah Jones, Shakira, Akon e Serj Tankian, vocalista do grupo System of a Down.

## Recepção da crítica
| Críticas profissionais | Críticas profissionais |
| Avaliações da crítica  | Avaliações da crítica  |
| Fonte                  | Avaliação              |
| ---------------------- | ---------------------- |
| Canal Pop              | [ 3 ]                  |
| allmusic               | [ 4 ]                  |
| Entertainment Weekly   | B-                     |
| BBC Music              | Positivo               |
| Monsters & Critics     | Positivo               |
| Metacritic             | [ 8 ]                  |
| RapReviews.com         | [ 8 ]                  |
| The Guardian           | [ 9 ]                  |
| The New York Times     | Positivo               |
| PopMatters             | [ 11 ]                 |

Aaron M., do Canal Pop, disse que o cantor, ao sair de seu do Fugees, perdeu o carisma, de Lauryn Hill, e o cérebro pensante de Pras, e mesmo lançando alguns álbuns, havia nenhum que fosse "realmente consistente e regular", até o lançamento de Carnival Vol. II Memoirs Of an Immigrant. O crítico diz que o álbum mostra que Jean conseguiu encontrar "a fórmula certa para harmonizar todo seu ecletismo", provando com a variedade de artístas participantes do álbum, como Shakira e Norah Jones, Daniela Mercury, Mary J. Blige e Serj Tankian (System Of a Down), Paul Simon, will.i.am, T.I., entre outros. Além disso, há a variedade de gêneros existente no álbum rap, R&B, folk e blues. Aaron conclui sua crítica dizendo que o álbum é um marco na carreira de Wyclef Jean. David Jeffries, da allmusic, disse que desde o álbum do cantor, com o álbum, "transformar os milhares de manifestantes vistos nos noticários em milhares de histórias pessoais de luta e de esperança. E, ele faz isso exibindo um amor ousado à sua música, que é rica, ousada e deliciosa". A Entertainment Weekly diz que o primeiro álbum de Jean, The Carnival, denunciava as ilegalidades da imigração e criminalidade, e Carnival Vol. II Memoirs Of an Immigrant, volta a denunciar os males sociais. Para Neil Drumming, Clef não tem medo de cruzar estilos musicais e, para o crítico da Entertainment Weekly, as melhores canções do álbum são "Fast Car", "What About the Baby", "Any Other Day" e "'Touch Your Button (Carnival Jam)".

## Lista de faixas
| N.º | Título                                    | Participação                                                                                          | Duração |  |
| 1.  | "Intro"                                   | | 0:26    |  |
| 2.  | "Riot" (Trouble Again)                    | Serj Tankian e Sizzla                                                                                 |         |  |
| 3.  | "Sweetest Girl" (Dollar Bill)             | Akon, Lil Wayne e Niia                                                                                | 3:59    |  |
| 4.  | "Welcome To The East"                     | Sizzla                                                                                                | 4:18    |  |
| 5.  | "Slow Down"                               | T.I.                                                                                                  | 5:17    |  |
| 6.  | "King and Queen"                          | Shakira                                                                                               | 3:23    |  |
| 7.  | "Fast Car"                                | Paul Simon                                                                                            | 4:03    |  |
| 8.  | "What About The Baby?"                    | Mary J. Blige                                                                                         | 3:36    |  |
| 9.  | "Hollywood Meets Bollywood" (Immigration) | Chamillionaire e Aadesh Shrivastava                                                                   | 4:52    |  |
| 10. | "Any Other Day"                           | Norah Jones                                                                                           | 4:11    |  |
| 11. | "Heaven’s In New York"                    | | 4:47    |  |
| 12. | "Selena"                                  | Melissa Jiménez                                                                                       | 4:04    |  |
| 13. | "Touch Your Button" (Carnival Jam)        | will.i.am, Melissa Jiménez, Machel Montano, Daniela Mercury, Black Alex, Shabba Ranks e Djakout Mizik | 13:29   |  |
| 14. | "Outro"                                   | | 0:23    |  |

| Faixas bônus (Reino Unido) |              |                                             |         |  |
| N.º                        | Título       | Participação                                | Duração |  |
| 15.                        | "On Tour"    | Lucina                                      | 3:43    |  |
| 16.                        | "China Wine" | Ho Yeow Sun, Elephant Man e Tony Matterhorn | 3:15    |  |

| Edição de luxo |                                                            |                                     |         |  |
| N.º            | Título                                                     | Participação                        | Duração |  |
| 1.             | "Sweetest Girl (Dollar Bill)" (Rhapsody Originals Version) |                                     | 4:32    |  |
| 2.             | "Slow Down" (Rhapsody Originals Version)                   |                                     | 4:25    |  |
| 3.             | "President" (Rhapsody Originals Version)                   |                                     | 3:07    |  |
| 4.             | "Milion Voices"                                            | African Children's Choir            | 4:22    |  |
| 5.             | "Emmanuelle"                                               | T.I.                                | 3:23    |  |
| 6.             | "Sweetest Girl" (Dollar Bill) (Remix)                      | Akon, Lil Wayne, Raekwon & Niia     | 3:52    |  |
| 7.             | "Chine Wine"                                               | Sun, Elephant Man e Tony Matterhorn | 3:16    |  |
| 8.             | "On Tour"                                                  | Lucida                              | 3:43    |  |

## Paradas
| Paradas (2007/2008)        | Melhor posição |
| -------------------------- | -------------- |
| Estados Unidos (Billboard) | 28             |
| França (SNEP)              | 111            |
| Suíça (IFPI Schweiz)       | 33             |

## Histórico de lançamento
| País           | Data                    | Formato               | Gravadora                    | Catálogo      |
| -------------- | ----------------------- | --------------------- | ---------------------------- | ------------- |
| Países Baixos  | 23 de novembro de 2007  | CD e download digital | Columbia Records             | 0886971959628 |
| Espanha        | 23 de novembro de 2007  | Download digital      | Sony BMG Music Entertainment |               |
| Itália         | 23 de novembro de 2007  | Download digital      | Sony BMG Music Entertainment |               |
| Portugal       | 23 de novembro de 2007  | Download digital      | Sony BMG Music Entertainment |               |
| Bélgica        | 23 de novembro de 2007  | Download digital      | Sony BMG Music Entertainment |               |
| Reino Unido    | 26 de novembro de 2007  | CD                    | RCA Records                  | 88697195962   |
| México         | 26 de novembro de 2007  | Download digital      | Sony BMG Music Entertainment |               |
| Estados Unidos | 4 de dezembro de 2010   | CD e download digital | Sony BMG Music Entertainment |               |
| Reino Unido    | 4 de dezembro de 2010   | CD e download digital | Sony BMG Music Entertainment |               |
| Brasil         | 11 de fevereiro de 2008 | CD e download digital | Sony BMG Music Entertainment | 88697195962   |
| Austrália      | 18 de abril de 2008     | CD e download digital | Columbia Records             | 88697195962   |